# De Delver
De Delver, voluit Algemeen geïllustreerd kunsttijdschrift De Delver of De Delver, het vrije kunstorgaan, was een Nederlands tijdschrift over toegepaste kunst, grafische kunst, toonkunst, letterkunde, houtsneden (waaronder Japanse houtsneden), ex libris, barok, poëzie, enzovoort. Het werd tussen 1927 en 1941 uitgegeven door de Kunstkring Delft. Een van de medeoprichters van De Delver was Rijk van Lavieren, een glasschilder en graficus.
Het tijdschrift had als doel om de kunst en kunstnijverheid in al haar facetten te bevorderen en om er in ruimere kring meer belangstelling voor op te wekken. Met artikelen over kunstuitingen en kunsttechnieken wilde het tijdschrift haar lezers en de kunstenaar met zijn werk nader tot elkaar brengen. In het eerste nummer verscheen onder andere een artikel over Nederlandse houtsnede en een opstel over de dichter J.H. Leopold.
Het tijdschrift wilde zich profileren als een landelijk orgaan en werkte samen met organisaties als de V.A.N.K., de vereeniging tot Bevordering der Grafische Kunst, de Haagsche Kunstkring en de Pulchri Studio. In 1940 werd getracht dit te benadrukken door het vrije kunstorgaan te vervangen door Nederlandsch kunstorgaan op het titelblad. In datzelfde jaar trad ook Christiaan de Moor toe tot de redactie.
In de loop der jaren hebben diverse bekende kunstenaars en schrijvers een bijdrage geleverd aan het het tijdschrift, zo zijn er artikelen verschenen van onder andere Willem de Mérode, Maurits Cornelis Escher en Jan Wils.